# 吉原幸子
吉原 幸子（よしはら さちこ、1932年6月28日 - 2002年11月28日）は、日本の詩人。
劇団四季で主役を演じたがすぐに退団。詩作に転じ、第一詩集『幼年連祷』(1964年)で室生犀星詩人賞、『オンディーヌ』(1972年)と『昼顔』(1973年)で高見順賞受賞。さめた感性で愛をうたう。「歴程」同人。

## 来歴・人物
東京・四谷生まれ。四人兄妹の末っ子。兄姉の影響で幼い頃から萩原朔太郎や北原白秋の詩に親しむ。東京都立第十高等女学校（のちに東京都立豊島高等学校に改称）時代には演劇・映画に熱中（演劇部の同級生に女優の荻昱子、朗読家の幸田弘子、二年後輩に宝田明がいた）、また国語教師の詩人那珂太郎の奨めで校内文芸誌『果樹園』に詩作「考へ方」「星」ほか3篇を発表した。一浪の後、1952年（昭和27年）、東京大学文科二類（現・東京大学文科三類）に入学。在学中は演劇研究会に在籍し、ジャン＝ポール・サルトルやベルトルト・ブレヒトなどの現代劇に出演。
1956年（昭和31年）、東京大学文学部仏文科卒業。初期の劇団四季に入団、「江間幸子（えま さちこ）」の芸名で第6回公演のアヌイ作『愛の條件 オルフェとユリディス』（音楽・武満徹）にて主役を務めるも、同年秋に退団。
1958年（昭和33年）12月、黒澤明の助監督であった松江陽一と結婚。1961年（昭和36年）3月、長男を出産。1962年（昭和37年）2月、離婚。同年、那珂太郎を通じて草野心平を紹介され、歴程同人となる。
1964年（昭和39年）5月、第一詩集『幼年連祷』を歴程社から350部自費出版。思潮社社主の目にとまり、第二詩集『夏の墓』を思潮社から出版。またこの年、吉行理恵、工藤直子、新藤凉子、山本道子、村松英子、山口洋子、渋沢道子ら同世代の女性詩人と8人でぐるーぷ・ゔぇが（VEGA）を起ち上げ、1967年の休刊まで詩誌『ゔぇが』を刊行。1965年（昭和40年）、『幼年連祷』で第4回室生犀星詩人賞を受賞。1974年（昭和49年）、『オンディーヌ』『昼顔』で第4回高見順賞受賞。この頃より諏訪優、白石かずこ、吉増剛造らと共に、詩の朗読とジャズのセッション、舞踊家山田奈々子との公演など、詩と他分野のコラボレーションを手がけるようになる。1983年（昭和58年）7月、新川和江と共に季刊詩誌『現代詩ラ・メール』（思潮社, 書肆水族館）を創刊。1993年の通巻40号を以て終刊するまで広く女性詩人や表現者の活動を支援した。輩出したラ・メール新人賞の受賞者には鈴木ユリイカ、小池昌代、岬多可子、高塚かず子、宮尾節子らがいる。
1990年頃から手の震えなど身体の変調を来し、1994年にパーキンソン症候群と診断される。1995年（平成7年）、新川和江によってまとめられた最後の詩集『発光』を出版。同年第3回萩原朔太郎賞を受賞。
2001年（平成13年）に自宅で転倒し、大腿骨頸部を骨折して入院。翌2002年11月28日、肺炎で死去。戒名は文藻院詠道幸雅大姉。
生前に谷川俊太郎に「私にはふたつ秘密があるの」と語っていた秘密について、文芸評論家の水田宗子は2023年9月21日読売新聞文芸欄で『婚外子である自身の出生の秘密』と『異性愛の外部に置かれた性愛の秘密』と指摘している。後者のレズビアンについては、公式にはカミングアウトされていないとする説もあるが、作品の中で示唆している。詩人の長嶋南子は、「吉原幸子からはフェロモンが立ちのぼっていたが、それを嗅ぎ取っていたのは女だった」と書いている。また、ナイフやモデルガンを蒐集していた。
2012年（平成23年）12月、没後10年を記念して1983年から1995年までの後期詩集を収録した『吉原幸子全詩 III』が思潮社より刊行。1981年刊行の『吉原幸子全詩 I, II』も新装復刊された。
2023年（令和5年）6月、没後二十年を記念して平凡社から代表作や写真をまとめたコロナ・ブックス『詩人 吉原幸子　愛について』刊行。谷川俊太郎が巻頭詩を、作詞家の松本隆らが寄稿した。

## 家族・親族
三陽商会の創業者・吉原信之は次兄。信之が創業した三陽商会の会長や取締役相談役を歴任した吉原敬一は長兄。敬一の長女、すなわち幸子の姪は音楽プロデューサーの下河辺晴三に嫁ぎ1女をもうけた。

## 著書

### 詩集
- 幼年連祷 歴程社 1964
- 夏の墓 思潮社 1964
- 幼年連祷 思潮社 1965
「夏の墓」の出版に合わせて思潮社から発売。歴程社版とは外函裏のイラストが異なる。
- オンディーヌ 思潮社 1972
- 昼顔 サンリオ出版 1973
- 魚たち・犬たち・少女たち サンリオ出版 1975
- 夢 あるひは… 青土社 1976
- 幼年連祷（新装版） 思潮社 1976
外函裏のイラストは歴程社版と同じ。
- 夏の墓（新装版） 思潮社 1976
- 夜間飛行 思潮社 1978
- 花のもとにて春 思潮社 1983
- ブラックバードを見た日 思潮社 1986
- 樹たち・猫たち・こどもたち 思潮社 1986
- 新編 花のもとにて春 思潮社 1988
1983年版からエッセイ「河にそそぐ川」を削除し、詩7篇を加えた改訂版。
- 発光 思潮社 1995

### 選集・全集
- 吉原幸子詩集 思潮社 1973 （現代詩文庫）
- 新選 吉原幸子詩集 思潮社 1978（新選現代詩文庫）
- 吉原幸子全詩 I, II 思潮社 1981
- 吉原幸子 中央公論社 1983（現代の詩人 12）
- 恋唄 沖積舎 1983（現代女流自選詩集叢書）
- 続・吉原幸子詩集 思潮社 2003（現代詩文庫）,「新選 吉原幸子詩集」の増補版
- 続続・吉原幸子詩集 思潮社 2003（現代詩文庫）
- 吉原幸子全詩 I, II, III 思潮社 2012

### 随筆
- 人形嫌い 思潮社 1976
- 花を食べる 思潮社 1977
- 母たちの時代 共著 駸々堂出版 1980
- ちどりあ詩 思潮社 1982

### 童話
- クモンの空 エルム新社 1977（メルヘンの国）
- 鳥の伝説（再話）すばる書房 1989（絵本・どうぶつ伝説集）

### 対談集
- 女を生きる女たち-吉原幸子対談集 思潮社 1985
- 今をはばたく女たち-吉原幸子対談集 思潮社 1988

### 翻訳
- マッチ売りの少女 H.C.アンデルセン 文化出版局 1980
- 裸で生きたい ソニアのファッション哲学 ソニア・リキエル 文化出版局 1981
- 恋文 アントニア・フレイザー編 三笠書房 1981
- みだれ髪 与謝野晶子（現代詩訳）〜谷川俊太郎編『明治の詩歌』学習研究社 1982
- 百人一首（現代詩訳）平凡社 1982
- ビリティスの恋唄 ピエール・ルイス PARCO出版 1982
- マンガ百人一首（現代詩訳, 絵/中田由見子）平凡社 1986 のち「まんが百人一首」に改題。
- 女たちの恋歌（現代詩訳）PHP研究所 1986 のちPHP文庫
- シルヴィア・プラス詩集 皆見昭共訳 思潮社 1995

### ムック
- 『現代詩手帖 特集 吉原幸子』思潮社 2003
- 『詩人 吉原幸子　愛について』平凡社 コロナ・ブックス 2023

### その他
- 『西洋人形館』 吉原幸子（詩）沢渡朔（写真）サンリオ 1980
- 『ふしぎな森〜勅使河原宏いけばな作品集 I 』 吉原幸子（詩）主婦の友社 1982
- 『豊島の集団学童疎開資料集(3)』 豊島区立郷土資料館 1992
太平洋戦争中の日記を再録。1944年7月から1945年9月まで。
- 新藤凉子・高橋順子・吉原幸子『連詩 からすうりの花』 書肆とい 1998
友人でもあるふたりの詩人による、吉原幸子の「ことば」を交えた連詩。本人は病気のため執筆・推敲などには関わっていない。
- 『吉原幸子草稿集』書肆水族館 2012
「吉原幸子全詩 III」の出版記念会の参加者に配られた非売品。詩の草稿、少女時代の日記、写真などを収録。

### レコード・カセット
- 『うた狂い』吉原幸子（詩・朗読・構成）中村ヨシミツ（作曲・ギター）高橋ていこ（歌）東芝EMI LRS-656 1979
- 高橋ていこ『異色』谷川俊太郎、吉原幸子（詩・朗読）佐藤龍一（作曲・ギター）ポリドール MI-1503 1983
- 『鑑賞百人一首』吉原幸子（現代詩朗読・話）幸田弘子（原歌朗読）平凡社カセットライブラリー 1988

## 舞台

### 出演
- ジャン・アヌイ『ロメオとジャネット』 ＜劇団北の会＞ 山内英嗣、吉原幸子、前川明子（出演）三善晃（音楽）勅使河原宏（装置）山口純一郎（演出）1955年9月22日〜24日 一ツ橋講堂
- ジャン・アヌイ『愛の絛件 オルフェとユリディス』＜劇団四季＞ 江間幸子（吉原幸子）、平田葉介、日下武史、天本英世（出演）武満徹（音楽）浅利慶太（演出）1956年5月10日〜16日 一ツ橋講堂
- ベルトルト・ブレヒト『三円オペラ はっぴいえんど』＜東大演劇同窓会＞ クルト・ヴァイル（音楽）岩淵達治（演出）1977年6月9日〜11日 三百人劇場
1950年代の東京大学で演劇活動をしていたOB・OGによる同窓会公演。キャストは本職が俳優以外の職業の者がつとめた。吉原は女ギャングの「蝿」を演じ、劇中歌「地獄の百合 (Die Ballade von der Höllen-Lili)」を歌った。
- ジュリアン・デュヴィヴィエ『旅路の果て』＜東大演劇同窓会＞ 1985年12月10日〜12日 三百人劇場

### 台本・構成・演出
- 『不安な時代』山田奈々子（舞踊）吉原幸子（詩・朗読）ワダエミ（美術）1968年、虎ノ門ホール
代表作のひとつである「蝋燭」はこの舞台のための書き下ろし。
- 『原色人類図鑑』1970年、STATION’70
- 『昼顔』1972年、ユニーク・バレエ・シアター
- 『昼顔』1973年、アートシアター新宿文化
- 『血桜姫刺青（ちるさくらひめのいれずみ）』1975年、西武劇場
- シノプシス『銀河鉄道の夜』1975年
松江陽一が企画した、宮沢賢治の同名の童話を元にした映像詩のためのシノプシス。製作の途中で頓挫し、完成しなかった。400字詰め原稿用紙48枚に書かれた原稿は吉原の死後に発見され、「現代詩手帖」2025年5月号に〈新資料〉として掲載。執筆から50年を経て初活字化された。解題は明星大学教授の平澤信一。
- ジョイント・コンサート『うた狂い』吉原幸子（詩・朗読・構成）中村ヨシミツ（作曲・ギター）高橋ていこ（歌）1976,1978,1979年
- 『鏡花饗艶〜高野聖』1977年、俳優座劇場
- 『海のうた』（短編映画）, 1978年、（構成：木下亮、松江陽一, 撮影：逢沢譲, 音楽：佐藤勝, ナレーター：吉原幸子, 製作：アトリエ41、サンリオ）『チリンの鈴』地方併映作品
- フェデリコ・ガルシア・ロルカ『イェルマ』＜演劇集団 円＞岸田今日子、橋爪功（出演）吉原幸子（台本）1979年
- 『春琴夢幻』1979年、新宿文化センター小ホール
- 『春琴夢幻』1981年、博品館劇場
- ジョイント・コンサート『うたから詩（ことば）へ 詩（ことば）からうたへ』谷川俊太郎、吉原幸子（詩・朗読）佐藤龍一（作曲・ギター）高橋ていこ（歌）1982,1983,1984年
- 『沙露姫（さろめ）天草異聞』山田奈々子（舞踊）吉原幸子（構成・演出・朗読）吉増剛造（朗読）梅津和時（音楽）1985年、博品館劇場
- 『DANCE POETRY MUSIC』1986年、アメリカ巡演（ニューヨーク、ボストン、インディアナポリス）
- 『DANCE POETRY MUSIC 〜アメリカ巡演報告ジョイントパフォーマンス』1986年、俳優座劇場
- 『花魁』1988年、ABC会館ホール
- 『幻櫻』1990年、ABC会館ホール
- 『花炎～女優・松井須磨子』1992年、ABC会館ホール

## 作曲された詩

### 声楽曲・合唱曲
- 混声合唱組曲『幼年連祷』 - 1「花」2「不眠」3「憧れ」4「熱」5「喪失」（作曲:新実徳英）
- 女声合唱とピアノのために『失われた時への挽歌』-  1「愛」2 「HELP！」3「日没」4「翔ぶ」（作曲:新実徳英）
- 「をとこ」「をんな」（作曲:新実徳英）
- 女声合唱とピアノのために『愛のうた 三題』-  1「無題（ナンセンス）」2 「食べる」3「あのひと」（作曲:新実徳英）2のみ吉原幸子・谷川俊太郎共作
- 混声合唱組曲『How old am I?』- 1「Where?（どこへ）」2「The Order（順番）」4「How old am I?（未完成）」5「The Woman（あのひと）」（作曲:荻久保和明）
- 『遙かに…』 - 1「予感」2「かくれんぼ」3「むじゅん」4「遙かに…」（作曲:長谷川智子）
- 女声合唱組曲『かなしいおとなのうた』 - 1「喪失ではなく」2「Jに」3「ひとで」4「Jに」（作曲:岩河智子）
- 女声合唱とピアノのための四つのノヴェレッテ『少女追想』-  1「春」2「桃」3「声」4「猫」（作曲:猪間道明）
- 『吉原幸子の詩による歌』- 「無題」「蝋燭」（作曲:金井徹）
- 『ソプラノとピアノのためのビリティスの唄』 - 1「めざめ」2「牧神の笛」3「失くした手紙」4「夜」（作曲:青島広志）※訳詩
- 混声／女声合唱曲「オンディーヌ」（作曲:木下牧子）
- 混声合唱組曲『光る刻』- 4「象」（作曲:木下牧子）
- 『かなしいおとなのうた』 - 1「忘れた」2「日常」3「夜明けに」4「過去との会話」（作曲:河田文忠）
- 「オンディーヌ」〜ソプラノとオーケストラのための（作曲:河南智雄）
- 「絵本」「けものよ」「平和」（作曲:鹿谷美緒子）
- 「春」「虫」「帰途」「声」「月日」「旅びと」「をとこ」「をんな」「猫」「声」（作曲:大中恩）
- 女声3部とピアノのための『長くて短い六つの歌』- 4「声」（作曲:林光）
- 女声合唱とピアノのための組曲『譚詩頌五花』- 4「きみ待つと」（作曲:鈴木輝昭）
- 「憧れ」（作曲:中原健二）
- 「ガラスの瞳」（作曲:大熊崇子）
- 「ほたる」（作曲:明石潤祐）
- 混声合唱とピアノのための組曲『自戒』-  1「まぶしい朝」2「むじゅん」3「自戒」（作曲:面川倫一）
- 「恋唄」「うらみうた」（作曲:面川倫一）
- 女声合唱とピアノための『儀式』-  1「儀式」2「沈黙」3「病後」4「放火」（作曲:森山至貴）
- 混声合唱とピアノのための組曲『目をそらさずに』- 1「絵本」2「HELP!」3「祈り」4「生きる」（作曲:市原俊明）
- 無伴奏女声合唱のための二章「小さな愛が...」 - 1「旅びと」2「小さな愛が...」（作曲:田中達也）

### 一般曲・フォークソング
- 「日没」（作曲:五輪真弓）歌:五輪真弓　〜LP「本当のことを言えば」所収
- 「日没」（作曲:中村ヨシミツ）歌:山崎ハコ　〜LP「山崎ハコ ライブII　歌在りて」所収
- 「少女は…I II III」（作曲:谷山浩子）歌:谷山浩子　〜LP「空飛ぶ日曜日」所収
- 「浜木綿」（作曲:三木たかし）歌:森進一
- 「薔薇」（作曲:三木たかし）歌:森進一
- 「コスモス」（作曲:三木たかし）歌:森進一　〜以上3曲、CD「花物語」所収
- 「真利子 うらみうた」（作曲：微美杏里）歌:藤真利子
- 「メルヘン」（作曲:鈴木慶一）歌:藤真利子　〜以上2曲、LP「狂躁曲」所収
- 「翼は心につけて」（作曲:三善晃）歌:横井久美子 　〜LP「翼は心につけて サウンドトラック」所収
- 「あのひと」（作曲:吉岡しげ美）歌:吉岡しげ美
- 「日没」「呪」「傘」「回帰」「こいびと」「パンの話」「宴のあと」「猫」「むいみなルフラン」「旅びと」「祈り」「黒い夜に」「街」（作曲:中村ヨシミツ）歌:高橋ていこ
- 「あのひと」「旅 I」「彼の一日」「ふと」「啖呵」（作曲:佐藤龍一）歌:高橋ていこ

### 訳詩
- 「帰り来ぬ青春」 "Hier Encore"（作曲:シャルル・アズナヴール）
- 「不倫」 "Amours Incestueses"（作曲:バルバラ）
- 「雌狼] “L'amour Magicien" （作曲:バルバラ）
- 「首吊り男」 "Un Homme s'est Perdu"（作曲:Alain Barrière）
- 「私はギター」 "Quando Morire era un Piacere"（作曲:Daniele Pace, Mario Panzeri, Schnitzke）
- 「思い出のサントロペで」 "Je n'irai pas à St-Tropez"（作曲:フランシス・レイ）